# Isłacz Minski Rajon
Futbolny Kłub Isłacz (biał. Футбольны Клуб «Іслач») – białoruski klub piłkarski, mający siedzibę we wsi Tarasowo rejonu mińskiego, w obwodzie mińskim.

## Historia
Chronologia nazw:
- 2007: Isłacz Nawasiellie (biał. ФК «Іслач» Наваселле)
- 2011: Isłacz Minski Rajon (biał. ФК «Іслач» Мінскі раён)

Klub piłkarski Isłacz został założony w kwietniu 2007 roku w miejscowości Nawasiellie w rejonie mińskim. Powodem powstania zespołu była chęć miejscowej młodzieży do udziału w mistrzostwach powiatu mińskiego. Nazwę „Isłacz” otrzymał od nazwy rzeki, która płynie na terytorium powiatu mińskiego. W latach 2007–2011 zespół występował w mistrzostwach powiatu mińskiego. Od 2009 rozgrywał swoje mecze domowe na stadionie we wsi Tarasowo w rejonie mińskim. W 2011 klub został reorganizowany w spółkę ЗАТ Isłacz Minski Rajon i zdobył Regionalny Puchar Białorusi.
W sezonie 2012 debiutował w drugiej lidze, w której zajął trzecie miejsce i awansował do pierwszej ligi. W 2013 razem z węgierskim Keleti Régió zdobył brązowe medale Pucharu Regionów UEFA. W sezonie 2015 uplasował się na 1. miejscu w pierwszej lidze i po raz pierwszy zdobył awans do najwyższej ligi.
W sierpniu 2016 ujawniono, że asystent trenera Uładzimir Makouski oraz piłkarze Aleksandr Ałumona, Aleksandr Budakow, Alaksandr Ciszkiewicz, Alaksandr Lebiedzieu oraz Andriej Parywajew brali udział w ustawieniu meczu przeciwko Dynamie Brześć, który został rozegrany 30 kwietnia 2016. Wynik meczu został zmieniony z 2:4, na 0:3 (walkower dla Dynamy Brześć), a klub został ukarany odjęciem 7 punktów w sezonie 2017.

## Sukcesy

### Trofea międzynarodowe
Nie uczestniczył w rozgrywkach europejskich (stan na 31-05-2015).

### Trofea krajowe
| \| \| Zdobyte trofea w rozgrywkach Białorusi (stan na: 31-12-2015) \| |                                                              |      |            |
| Rozgrywki                                                             | Osiągnięcie                                                  | Razy | Sezon(y)   |
| Mistrzostwo                                                           | I miejsce                                                    | 0    |            |
| Mistrzostwo                                                           | II miejsce                                                   | 0    |            |
| Mistrzostwo                                                           | III miejsce                                                  | 0    |            |
| Mistrzostwo                                                           | ? miejsce                                                    | 1    | 2016       |
| Puchar                                                                | zdobywca                                                     | 0    |            |
| Puchar                                                                | finalista                                                    | 1    | 2021       |
| Puchar                                                                | 1/8 finału                                                   | 2    | 2015, 2016 |
| II liga                                                               | I miejsce                                                    | 1    | 2015       |
| II liga                                                               | II miejsce                                                   | 0    |            |
| II liga                                                               | III miejsce                                                  | 0    |            |
| Białoruś                                                              | Zdobyte trofea w rozgrywkach Białorusi (stan na: 31-12-2015) |      |            |

- Druhaja liha (III liga):
  - 3. miejsce (1x): 2012

## Stadion
Klub rozgrywa swoje mecze domowe na stadionie Miejskim w mieście Mołodeczno, który może pomieścić 4800 widzów.

## Piłkarze
Stan na 28 listopada 2022
| Nr | Poz. | Piłkarz            |
| -- | ---- | ------------------ |
| 2  | OB   | Vadim Pigas        |
| 3  | OB   | Ivan Tikhomirov    |
| 4  | OB   | Ilya Kalachev      |
| 5  | OB   | Maksim Kovel       |
| 7  | NA   | Daniel Sosah       |
| 9  | NA   | Martin Artyukh     |
| 10 | NA   | Uładzisłau Marozau |
| 11 | NA   | Kirill Leonovich   |
| 16 | BR   | Svirskiy Alexander |
| 17 | PO   | Dmitri Lisakowicz  |
| 18 | OB   | Nikita Stepanov    |
| 22 | OB   | Ilya Boltrushevich |
| 23 | OB   | Fard Ibrahim       |

| Nr | Poz. | Piłkarz              |
| -- | ---- | -------------------- |
| 31 | BR   | Sergej Ignatowicz    |
| 32 | OB   | Aleksandr Mikhalenko |
| 44 | OB   | Kirill Glushchenkov  |
| 63 | NA   | German Barkovskiy    |
| 66 | PO   | Yamoussa Camara      |
| 70 | NA   | Oleg Nikiforenko     |
| 77 | NA   | Gleb Rovdo           |
| 79 | NA   | Shakhrom Samiev      |
| 80 | NA   | Kirill Gomanov       |
| 88 | PO   | Aleksandr Guz        |
| 91 | PO   | Aleh Patocki         |
| 99 | PO   | Rusłan Lisakowicz    |

## Europejskie puchary
Legenda do wszystkich tabel:
- Q – runda eliminacyjna, 1/16, 1/8, 1/4, 1/2 – odpowiednia faza rozgrywek, Grupa – runda grupowa, 1r gr – pierwsza runda grupowa, 2r gr – druga runda grupowa, F – finał, R – runda, PO – play-off
- k. – rzuty karne, los. – losowanie, Dogr. – dogrywka, w. – zasada bramek strzelonych na wyjeździe

| Sezon   | Rozgrywki        | Runda | Klub       | Dom | Wyjazd | Ogólnie     |
| ------- | ---------------- | ----- | ---------- | --- | ------ | ----------- |
| 2024/25 | Liga Konferencji | 1Q    | La Fiorita | 0–1 | 1–0    | 1–1, k: 2–4 |

## Trenerzy
- 1 stycznia 2010 – 29 grudnia 2020:  Wital Żukouski
- 4 stycznia 2021 – obecnie:  Arciom Radźkou